# كليم جونز
كليم جونز هو سياسي أسترالي، ولد في 16 يناير 1918 في إبسوتش في أستراليا، وتوفي في 15 ديسمبر 2007 في Wesley Hospital (Brisbane) ‏ في أستراليا. نشط حزبياً في حزب العمال الأسترالي. وقد انتخب List of mayors and lord mayors of Brisbane ‏.